# Paolo Del Buono
Paolo Del Buono (1625 – 1659) è stato uno scienziato italiano.

## Biografia
Fiorentino, discepolo di Famiano Michelini (1604-1665), si addottorò a Pisa nel 1649. Nel 1655 si recò in Germania al servizio di Ferdinando III (imperatore dal 1637 al 1657). Fu anche nominato presidente della Zecca. In quegli anni visitò col suo allievo Geminiano Montanari (1633-1687) le miniere imperiali dei Carpazi, inventando un metodo per cavare le acque. Si occupò di molti problemi fisici e sperimentali e il suo nome figura, con quello del fratello Candido (1618-1676), tra i membri dell'Accademia del Cimento, della quale fu corrispondente dalla Germania.